# トーマス・アレクサンダー
トーマス・セロン・アレクサンダー(Thomas Theron Alexander,1850年10月8日 - 1902年11月14日)はアメリカ合衆国長老教会の宣教師である。

## 来歴
1877年10月に長老教会外国伝道局よりG・W・ノックスと一緒に来日し、5年間東京で伝道と日本語を学習する。その後、西日本の伝道のために1882年3月に大阪居留地14番館に移り、日本基督教会の教師として、中国地方、四国、九州で伝道活動をする。大阪北教会や大阪南教会などを設立する。浪花中会、鎮西中会の発展のためにも尽力する。
1893年7月より明治学院神学部教授になり神学を教える。そして、長老教会の大会議員や伝道局理事を務める。
1902年ハワイに転地し療養をするが、同年11月同地で病没する。墓地はテネシー州ブラウント郡のメリービルにある。